# Samuel Benchetrit
Pour les articles homonymes, voir Benchetrit.
Samuel Benchetrit, né le 26 juin 1973 à Champigny-sur-Marne, est un réalisateur, scénariste, écrivain, auteur de théâtre et acteur français.

## Biographie

### Carrière
Samuel Benchetrit naît en 1973 à Champigny-sur-Marne, dans un milieu modeste. Son père est serrurier et sa mère est coiffeuse. Il est d'origine juive. Il arrête sa scolarité à quinze ans et commence à travailler. Accumulant les petits emplois, il est entre autres, assistant photographe ou ouvreur de cinéma.
En 2000, il publie son premier roman, Récit d’un branleur et réalise Nouvelles de la tour L, un court-métrage de neuf minutes avec Sami Bouajila.
En 2003, il passe au long métrage en réalisant la comédie Janis et John, où il dirige sa compagne de l'époque, Marie Trintignant.
Samuel Benchetrit garde un souvenir douloureux de son adolescence, un thème souvent abordé dans ses romans, qui deviennent de plus en plus personnels. À 33 ans, il entame ainsi son autobiographie en cinq tomes, sous le titre Les Chroniques de l'asphalte, dont le premier tome est paru en 2005, le deuxième en 2007, le troisième en 2010, et le quatrième en 2023.
En 2008, il revient au cinéma avec J'ai toujours rêvé d'être un gangster, qui reçoit notamment la même année le prix du meilleur scénario au festival du film de Sundance.
En 2009, il sort un nouveau roman, Le Cœur en dehors, qui obtient le prix Eugène-Dabit du roman populiste 2009.
En 2011 sort son troisième long métrage, Chez Gino, avec José Garcia.
En 2014, il commence le tournage d'Asphalte, adapté de ses romans autobiographiques Les Chroniques de l'asphalte. Il y dirige notamment Michael Pitt, Isabelle Huppert, Valeria Bruni Tedeschi et Gustave Kervern. Le film sort en 2015.
En 2016 paraît La Nuit avec ma femme, livre dans lequel il rend hommage à Marie Trintignant, parle de son absence et de la violence faite aux femmes.
En 2021, la comédie Cette musique ne joue pour personne, est sélectionnée au festival de Cannes 2021.

### Vie privée
Samuel Benchetrit a été l'époux de Marie Trintignant ; ils sont les parents de Jules Benchetrit qui apparaît dans son film Chez Gino et tient l'un des rôles principaux dans Asphalte. 
Avec Anna Mouglalis, il a une fille, prénommée Saül, née le 7 mars 2007. Elles apparaissent sur l’affiche du film J'ai toujours rêvé d'être un gangster.
Depuis novembre 2016, il partage la vie de l'actrice et chanteuse française Vanessa Paradis avec qui il s'est marié le 30 juin 2018.

### Décoration
- Chevalier de l'ordre des Arts et des Lettres (2007)

## Œuvres littéraires

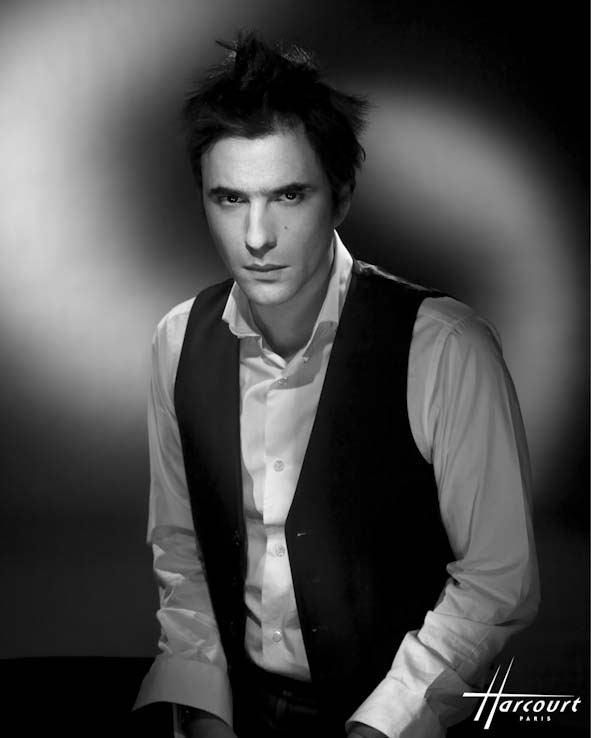
Samuel Benchetrit photographié en 2008 par le Studio Harcourt.

### Romans
- 2000 : Récit d’un branleur
- 2005 : Les Chroniques de l’asphalte (tome I)
- 2007 : Les Chroniques de l’asphalte (tome II)
- 2009 : Le Cœur en dehors
- 2010 : Les Chroniques de l’asphalte (tome III)
- 2015 : Chien
- 2018 : Reviens
- 2023 : Les Chroniques de l’asphalte (tome IV)

### Essai
- 2016 : La Nuit avec ma femme[7]

### Théâtre
- 2001 : Comédie sur un quai de gare avec Jean-Louis Trintignant et Marie Trintignant[11].
- 2005 : Moins deux avec Jean-Louis Trintignant[12].
- 2021 : Maman, avec Vanessa Paradis
- 2023 : Lapin, avec Muriel Robin et Pierre Arditi
- 2024 : La famille, avec Patrick Timsit, François-Xavier Demaison, Claire Nadeau, Michel Jonasz et Kate Moran

## Filmographie

### Réalisateur
- 1989 : To Go Mad (court métrage)
- 1995 : Saint Valentin (court métrage)
- 2000 : Nouvelle de la tour L (court métrage)
- 2003 : Janis et John
- 2008 : J'ai toujours rêvé d'être un gangster
- 2011 : Chez Gino
- 2014 : Un voyage
- 2015 : Asphalte
- 2018 : Chien
- 2021 : Cette musique ne joue pour personne

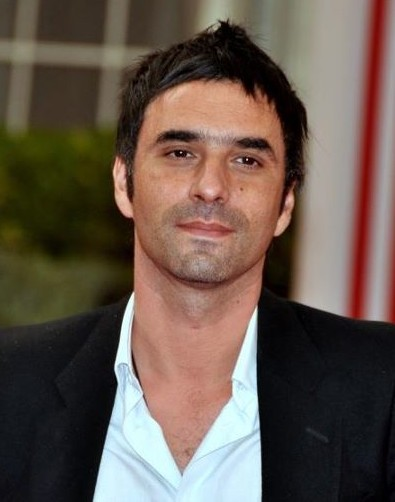
Samuel Benchetrit au festival du cinéma américain de Deauville 2011.

### Scénariste
- 2000 : Nouvelle de la tour L (court métrage)
- 2003 : Janis et John
- 2008 : J'ai toujours rêvé d'être un gangster
- 2011 : Chez Gino
- 2014 : Un voyage
- 2015 : Asphalte
- 2017 : Chien
- 2021 : Cette musique ne joue pour personne

### Acteur
- 2003 : Janis et John : un consommateur regardant le spectacle de Brigitte (non crédité)
- 2005 : Backstage d'Emmanuelle Bercot : Daniel
- 2008 : J'ai toujours rêvé d'être un gangster : narrateur (voix non créditée)
- 2011 : Chez Gino : D. T. Stern
- 2011 : Goldman de Christophe Blanc : Pierre Goldman
- 2012 : Un enfant de toi de Jacques Doillon : Louis
- 2014 : Les Gazelles de Mona Achache : Martin
- 2017 : Chacun sa vie de Claude Lelouch : Samuel
- 2020 : Les Deux Alfred de Bruno Podalydès : un passager d'Autoclock
- 2022 : Les 7 Vies de Léa : Stéphane, le père de Léa (adulte)
- 2022-2023 : Maman de Samuel Benchetrit : Bernard.

## Distinctions

### Récompenses
- Meilleur scénario au festival de Sundance 2008 pour J'ai toujours rêvé d'être un gangster
- Prix Lumière du scénario en 2008 pour J'ai toujours rêvé d'être un gangster
- Bayard d'or 2017 du meilleur film et du meilleur scénario pour Chien au festival de Namur.

### Nominations
- 2001 : nomination au Molière de l'auteur francophone vivant pour Comédie sur un quai de gare
- 2006 : nomination au Molière de l'auteur francophone vivant pour Moins 2
- 2016 : nomination au César de la meilleure adaptation pour Asphalte